# Ітерація
Ітера́ція (від лат. iteratio — повторювання) — багатозначний термін, який залежно від контексту може означати:
- Повторне застосування математичної операції (із зміненими даними) при розв'язанні обчислювальних задач, яке дає можливість поступово наблизитися до правильного результату.
- Результат багаторазового повторення якоїсь математичної операції.

## Застосування

### Задача про нерухому точку
Ітерації застосовуються для розв'язування задачі
{\displaystyle x=Ax},
де x — елемент певної множини, а A — оператор, що відображає множину саму в себе.
Ітераційна процедура розв'язку починається з довільно обраного елемента множини {\displaystyle x_{0}}. За цим елементом визначається наступна, перша ітерація
{\displaystyle x_{1}=Ax_{0}}.
Продовжуючи послідовно застосовувати оператор A, отримуємо для n-ї ітерації:
{\displaystyle x_{n}=Ax_{n-1}=A^{n}x_{0}}.
При виконанні певних умов така процедура збігається до певного елемента множини, який є розв'язком задачі.
Однак ітераційна процедура не завжди збіжна.

### Фрактальні структури
Незбіжні ітеративні процедури використовуються для побудови та вивчення фракталів. Наприклад, множина Мандельброта утворюється при ітеруванні:
{\displaystyle z_{n+1}=z_{n}^{2}+c},
де {\displaystyle z_{0}=0\,}, {\displaystyle z_{n}} та c — комплексні числа.

## Програмування
У програмуванні розрізняють ітераційні та рекурсивні алгоритми. При ітераційному алгоритмі певна функція викликається послідовно, і при потребі її повторного застосування, викликається знову із новим аргументом. У рекурсивних алгоритмах використовуються вкладені виклики функції, що призводить до залучення стеку викликів. Задля уникнення навантаження на стек викликів застосовують хвостову рекурсію, яка зводить рекурсивний алгоритм до ітераційного.